# Kettleshulme
Kettleshulme is een civil parish in het bestuurlijke gebied Cheshire East, in het Engelse graafschap Cheshire met 352 inwoners.